# 横手市立横手西中学校
横手市立横手西中学校（よこてしりつ よこてにしちゅうがっこう）は、秋田県横手市黒川にかつて存在した公立中学校。

## 概要

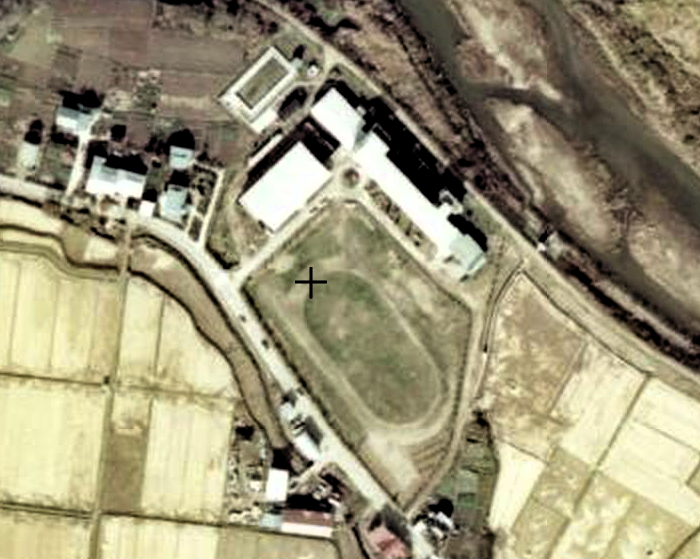
空中写真（1976年時点）

横手西中学校は、境町中学校・黒川中学校の統合によって1963年（昭和38年）に開校した学校である。ただ、2013年（平成25年）には鳳中学校・金沢中学校と共に横手北中学校へと統合され、閉校した。閉校記念式典は2012年（平成24年）12月21日に執り行われた。式典では「西中50（フィフティー）」と題し、生徒らが寸劇を披露した他、開校から閉校に至るまでの50年間を映像で振り返るなどした。
生徒会の機関として「サーモン委員会」を設置し、サケを育成して横手川へ放流するといった活動を行っていた。

## 沿革

### 略歴
1947年4月1日に施行された学校教育法により「中学校」が設けられることになり、旧横手市内には8つの中学校が誕生した。そのうち、横手西中の前身となる境町中学校・黒川中学校もここで誕生している。ただ、発足時点で境町中は境町小、黒川中は黒川小に併設する形で開校している。境町中は1953年、黒川中は1950年に独立校舎が竣工した。
1963年4月、境町中学校・黒川中学校の統合校として「横手西中学校」が発足。発足時点では各校舎にて授業を行っていたが、1965年に横手西中の校舎が竣工したことにより統合が完了した。しかし、少子化などによって横手市北部地域の3中学校は再編され、2013年4月に横手北中学校へと統合し、閉校した。

### 年表
以下、注釈の無い項目は学校のウェブサイトおよび『横手市史 昭和編（1981年）』によるもの。
- 1947年4月1日 - 学校教育法により前身となる以下の学校が創立。
  - 境町村立境町中学校、黒川村立黒川中学校
- 1950年
  - 6月26日 - 黒川中、独立校舎の第一期工事が竣工。この日を開校記念日とした。
  - 12月 - 黒川中、独立校舎の第二期工事が竣工。中学校校舎落成式を挙行。
- 1953年6月 - 境町中、独立校舎が竣工。
- 1954年6月 - 黒川中、体育館が竣工。
- 1955年4月1日 - 市町村合併により各校とも「横手市立」を冠するようになる。
- 1962年 - 校歌制定[2]。
- 1963年4月1日 - 「横手市立横手西中学校」として発足。
- 1965年11月24日 - 新校舎落成式挙行。校章も制定。
- 1966年12月 - 横手西共同調理場が竣工、横手西中・境町小・黒川小の給食を開始。
- 1974年1月 - 共同調理場を廃止し、横手市給食センターへ統合。
- 1994年7月11日 - 第一期校舎改築工事着工、翌年3月11日竣工。
- 1995年6月7日 - 第二期校舎改築工事着工、翌年1月10日竣工。
- 1996年9月2日 - 駐輪場竣工。
- 1997年12月17日 - プール更衣室（物置）竣工。
- 2012年12月21日 - 閉校記念式典挙行。
- 2013年3月31日 - 閉校。

## 校訓
教育目標は「志を高く掲げ、心豊かに、たくましく生きる生徒の育成」で「協力し 汗を流せ 知を磨け」という校訓を掲げていた。
- 『協力し』：思いやる心
- 『汗を流せ』：健康な心と身体
- 『知を磨け』：基礎学力と活用能力の向上

## 生徒会活動
原則として生徒全員が生徒会に参加し、活動していた。生徒会の運営機関は以下の通り（2008年時点）。
- 専門部
  - 執行部
  - 生活部
  - 環境部
  - 放送部
  - 学芸・図書部
  - 保健・体育部

- 部活動
  - 野球部
  - 陸上競技部
  - 女子バレーボール部
  - 吹奏楽部
  - スキー部（冬季のみ）

- その他
  - 選挙管理委員会
  - JRC
  - 通学区生徒会
  - 応援部
  - サーモン委員会

## 周辺
- 秋田県道71号大曲横手線
- 西河畔公園

## 著名な卒業生
- 高橋勇市（陸上選手）